# Diocesi di Alto Molócuè
La diocesi di Alto Molócuè (in latino Dioecesis Molocue Superioris) è una sede della Chiesa cattolica in Mozambico suffraganea dell'arcidiocesi di Nampula. Nel 2025 contava 487.465 battezzati su 1.199.649 abitanti. È retta dal vescovo Estêvão Ângelo Fernando.

## Territorio
La diocesi comprende i distretti di Mocubela, Pebane, Gilé, Mulevala e Alto Molócuè nella Provincia di Zambezia in Mozambico.
Sede vescovile è la città di Alto Molócuè, dove si trova la cattedrale di Nostra Signora Regina del Mondo.
Il territorio si estende su una superficie di 28.632 km² ed è suddiviso in 14 parrocchie.

## Storia
La diocesi è stata eretta il 23 gennaio 2025 da papa Francesco, ricavandone il territorio dalle diocesi di Gurué e di Quelimane.

## Cronotassi dei vescovi
Si omettono i periodi di sede vacante non superiori ai 2 anni o non storicamente accertati.
- Estêvão Ângelo Fernando, dal 23 gennaio 2025

## Statistiche
La diocesi nel 2025 su una popolazione di 1.199.649 persone contava 487.465 battezzati, corrispondenti al 40,6% del totale.
| anno | popolazione | popolazione | popolazione | presbiteri | presbiteri | presbiteri | presbiteri                | diaconi | religiosi | religiosi | parrocchie |
| anno | battezzati  | totale      | %           | numero     | secolari   | regolari   | battezzati per presbitero | diaconi | uomini    | donne     | parrocchie |
| ---- | ----------- | ----------- | ----------- | ---------- | ---------- | ---------- | ------------------------- | ------- | --------- | --------- | ---------- |
| 2025 | 487.465     | 1.199.649   | 40,6        | 32         | 21         | 11         | 15.233                    |         | 13        | 26        | 14         |